# Nicolas Witsen
Nicolas Witsen (1641-1717), escrito Nicolaes Witzen por los holandeses, fue burgomaestre de Ámsterdam y uno de los directores de la Compañía Neerlandesa de las Indias Orientales a finales del siglo XVII.

## Biografía
Fundador del Hortus Botanicus Ámsterdam, se le considera uno de los protagonistas más importantes de la historia del cultivo del café.
Fue consejero del Almirantazgo de Ámsterdam, comisario de pilotaje, trece veces burgomaestre de Ámsterdam, de 1682 a 1706, y después escabino y diputado del Consejo de Estado de la provincia de Holanda. Considerado un erudito apasionado por las ciencias y las artes, se le considera el editor y redactor del relato del naufragio en la isla de Quelpaerts, libro publicado en Ámsterdam. Al mismo tiempo, Witsen publicó un mapa detallado de la parte septentrional y oriental de Europa y Asia, desde Nueva Zelanda hasta China, en el que dijo haber trabajado durante más de veinte años. Witsen también publicó De militia navali veterum, un tratado sobre la arquitectura naval de los antiguos griegos y romanos, que es muy poco común, yestá clasificado en la Bibliothèque nationale de París.

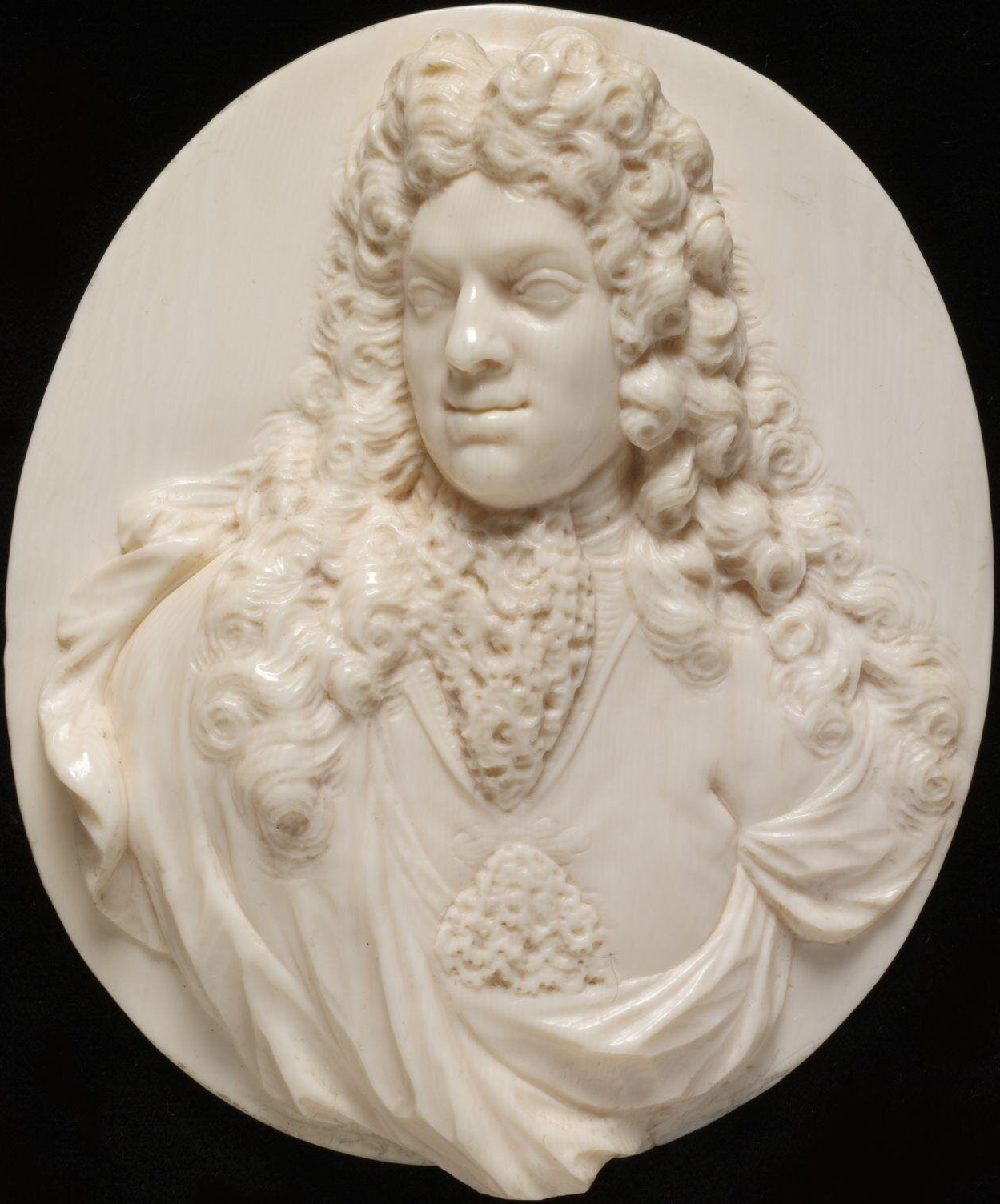
Retrato de Nicolaes Witsen, par Francis van Bossuit.

En términos más generales, a partir de 1671 escribió libros que ofrecen una imagen de la época de la construcción naval holandesa en el siglo XVII. A los quince años, en 1656, viajó a Inglaterra, donde conoció a los hijos de Oliver Cromwell. Entabló amistad con el zar Pedro I de Rusia durante su estancia en Ámsterdam y fue quien acogió a los refugiados hugonotes tras la revocación del Edicto de Nantes. Durante la Revolución Gloriosa Británica de 1688, los Estados de Holanda enviaron una embajada extraordinaria a Londres en 1689, de la que formaba parte Nicolas Witsen, como burgomaestre de Ámsterdam.
Al año siguiente, según el botánico, médico y humanista neerlandés Herman Boerhaave, Nicolas Witsen instó al gobernador neerlandés de Batavia, Van Hoorn, a plantar semillas de café arábigo en un momento en que el comercio de la pimienta se agotaba y a enviarle plantas vivas en 1690. Se colocaron en el jardín botánico de Ámsterdam. Allí dieron fruto.
Fueron estas plantas de café, una curiosidad del jardín botánico de Ámsterdam, las que impulsaron la acelerada historia del cultivo del café en los años siguientes. En 1712, justo antes del Tratado de Utrecht por el que se firmaba la paz entre Francia y las Provincias Unidas de los Países Bajos, los magistrados de Ámsterdam, en particular su sucesor el burgomaestre M. De Brancas, enviaron una planta en buen estado y cubierta de frutos a Luis XIV. Esta planta murió  y los holandeses enviaron una segunda en 1714 al rey de Francia, que la hizo criar en su jardín de Marly-le-Roi y ordenó a la segunda expedición de Moca que la plantara en la Reunión, donde se conoció como bourbon pointu.
Luis XIV, que se encontraba en su último año de vida, también propagó el cafeto en los invernaderos del jardín de plantas de París, que se convirtió en el Jardin des plantes. Uno de los profesores de estos invernaderos, Antoine de Jussieu, ya había publicado en 1713, en las Mémoires de l'Académie des sciences, una interesante descripción de la planta, según una que le había enviado Paneras, director del jardín de Ámsterdam.